# تیم ملی والیبال زنان چین تایپه
تیم ملی والیبال زنان چین تایپه تیم ملی والیبال زنان کشور چین تایپه است.

## نتایج

### بازی‌های المپیک تابستانی
- ۱۹۶۴ تا ۲۰۰۸ — واجد شرایط نشد